# Бяла река (приток на Тунджа)
Вижте пояснителната страница за други значения на Бяла река.
Бяла река (или Белинска река) е река в Южна България, област Сливен, общини Сливен и Твърдица, ляв приток на Тунджа. Дължината ѝ е 29 km.
Бяла река извира под името Арнаутдере на 1096 m н.в. в Котленска планина на Стара планина, южно от връх Вратник (1107 m). До село Бяла протича на юг, в селото завива на запад, а южно от село Боров дол отново на юг. По цялото си протежение тече в дълбока, на места проломна долина, с малко долинно разширение в района на село Бяла. При гара Чумерна на Подбалканската жп линия излиза от планината, навлиза в най-източната част на Твърдишкото поле, но след това завива на югоизток, образува късия (около 3 km) и живописен Шивачевски пролом и на 600 м югоизточно от село Бинкос се влива отляво в река Тунджа на 190 m н.в.
Площта на водосборния басейн на Бяла река възлиза на 370 km2, което представлява 4,39% от водосборния басейн на река Тунджа. Основни притоци: → ляв приток, ← десен приток
- ← Тръничко дере
- → Маринкина река
- ← Новачева река
- → Карадере
- ← Голямата река
- → Домуздере
- ← Айдере
- ← Чамдере
- ← Домуздере
- → Читака
- ← Блягорница (най-голям приток)
- → Арабаджидере

Реката е с основно дъждовно подхранване с максимум от февруари до май и минимум от юли до октомври. Среден годишен отток при гара Чумерна 2,8 m3/s.
По течението на реката в Община Сливен са разположени 2 села: Бяла и Бинкос. В Община Твърдица по течението на реката няма населени места.
Водите на реката в долното си течение (в Твърдишкото поле) се използват за напояване.
По долината на реката на протежение от 7 km преминава и участък (от детско селище „Качулка" до село Бяла) от Републикански път II-53 от Държавната пътна мрежа Поликраище — Сливен — Ямбол — Средец.

## Топографска карта
- Лист от карта K-35-41. Мащаб: 1 : 100 000.
- Лист от карта K-35-53. Мащаб: 1 : 100 000.